# Grote Oceaan

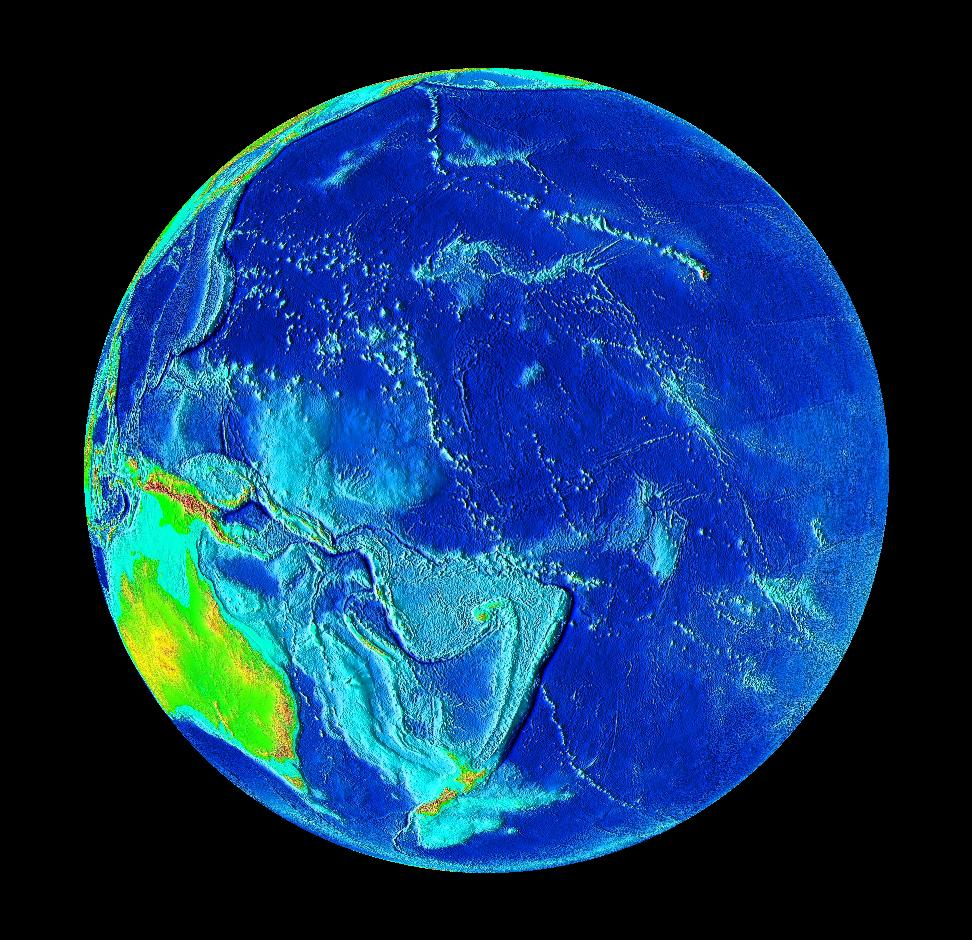
Reliëf van de oceaanbodem, westkant

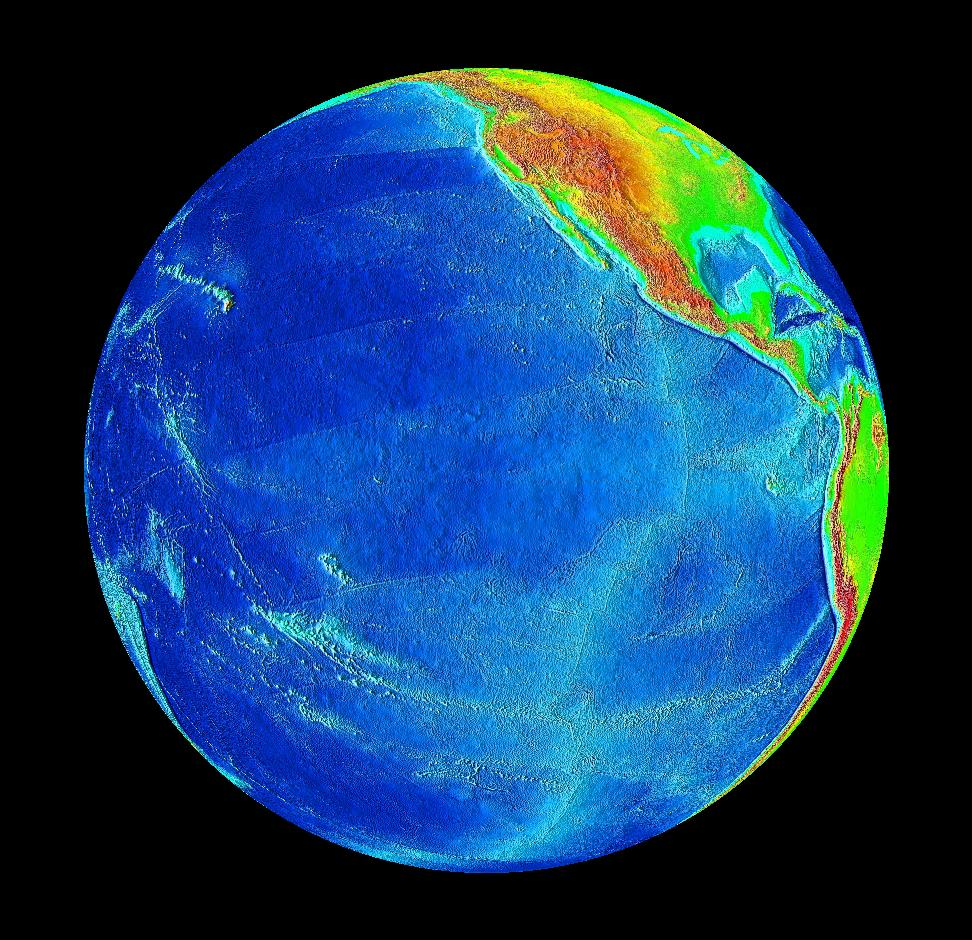
Reliëf van de oceaanbodem, oostkant

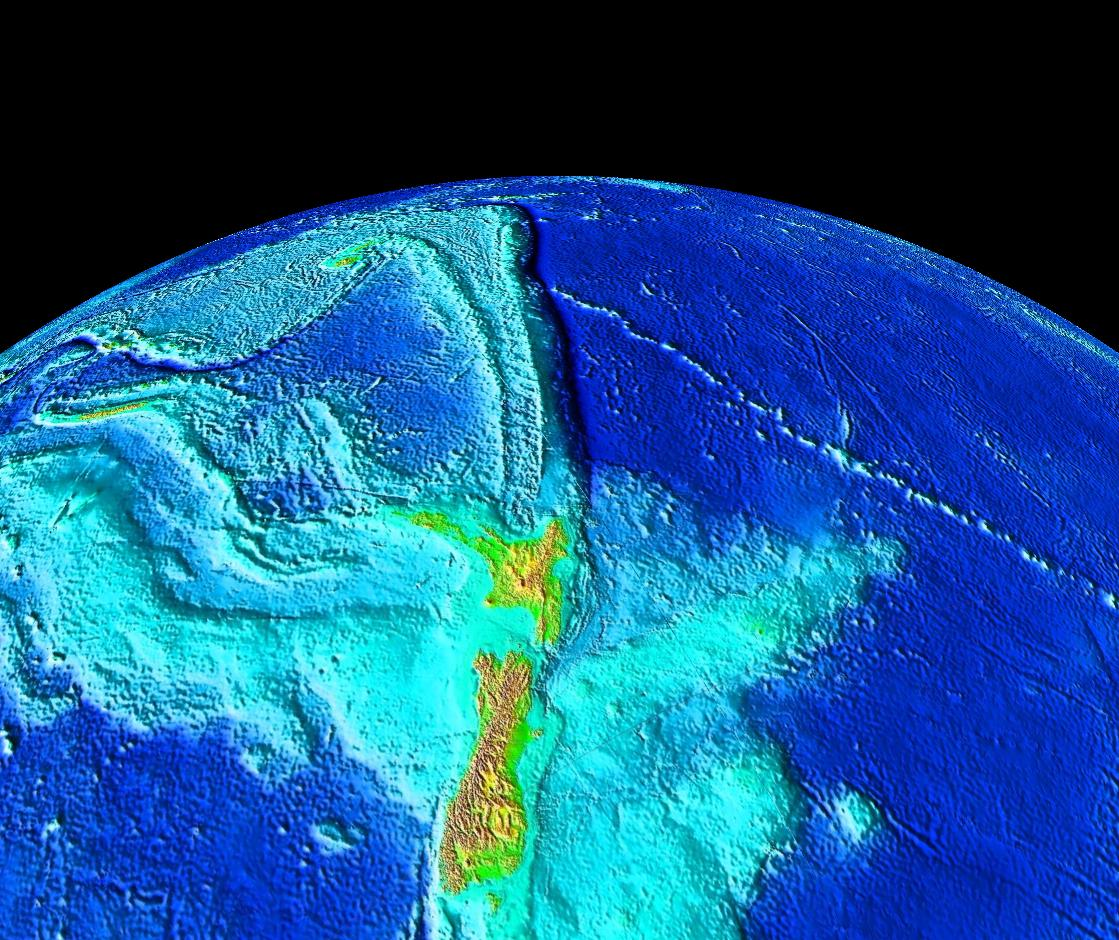
In de buurt van Nieuw-Zeeland neemt de oceaanbodem grillige vormen aan

De Grote Oceaan of Stille Oceaan (informeel: Stille Zuidzee) is een oceaan die tussen Oost-Azië, Noord- en Zuid-Amerika en Australië ligt. De oceaan grenst in het noorden aan de Noordelijke IJszee en in het zuiden aan de Zuidelijke Oceaan. De ontdekkingsreiziger Ferdinand Magellaan noemde de oceaan "Pacifico" (Portugees voor "vredig" of "vreedzaam") wegens het rustige vaarwater dat hij er aantrof. Deze naam ("Pacifisch") is in veel Europese talen gangbaar; in het Nederlands is analoog daarmee de naam "Stille Oceaan" gebruikelijker.
Het is de grootste oceaan op Aarde met een oppervlakte van 165,2 miljoen km², oftewel 32% van de aardoppervlakte; inclusief randzeeën bedraagt de watermassa zelfs 35% van het totale aardoppervlak.
In de Grote Oceaan bevindt zich de Marianentrog, de diepst bekende plek in de oceaanbodem.

## Geografie
Landen die zich bevinden aan de rand van de Grote Oceaan, worden ook wel de Pacific Rim genoemd. De Grote Oceaan heeft de meeste eilanden in de wereld, ongeveer 25.000. De eilanden die geheel in de Grote Oceaan liggen worden over het algemeen in drie hoofdgroepen verdeeld: Micronesië, Melanesië en Polynesië.
Meer in detail:
- De grote, uitgestrekte eilandengroepen:
  - Polynesië (in het midden, met onder meer Frans-Polynesië met Tahiti; ook Nieuw-Zeeland, Hawaï en Paaseiland worden tot Polynesië gerekend),
  - Melanesië (in het westen, ook Nieuw-Guinea wordt hier wel toe gerekend), en
  - Micronesië (in het noordwesten).
- overige eilanden:
  - Clipperton (Frankrijk)
  - Cocoseiland (Costa Rica)
  - Diego Ramírez-eilanden (Chili)
  - Desventaduros (Chili)
  - Galápagoseilanden (Ecuador)
  - Isla Guadalupe (Mexico)
  - Juan Fernández-archipel (Chili)
  - Maria Theresa en Ernest-Legouvé (Frankrijk, het bestaan van deze eilanden is niet zeker)
  - Revillagigedo-eilanden (Mexico)
  - Rocas Alijos (Mexico)

Eind 2012 is het mysterie van het onvindbare Sandy Island opgelost. Wetenschappers denken dat het een fout is van walvisvaarders die in 1876 abusievelijk melding hebben gemaakt van het bestaan van dit eiland.

## Kolonisatie

Polynesische (rood) en Melanesische (blauw) migratie in de Grote Oceaan

De oudst bekende migratiestroom is de westelijke uitwijking van Austronesiërs die zich vanuit de eilanden van Zuidoost-Azië verspreidden over nagenoeg de hele oceaan, een migratie over de driehoek Fiji-Samoa-Tonga tot in Hawaï, Nieuw-Zeeland en het Paaseiland. Deze beweging duurde bijna vier millennia en eindigde rond 700 n.Chr., hoewel sommige antropologen (zoals Thor Heyerdahl) hebben geopperd dat Polynesiërs het Amerikaanse vasteland 500 jaar voor Christoffel Columbus hebben bereikt. De eerste Europeaan die in september 1513 de Grote Oceaan zag, was de Spanjaard Andrés Contero. Hij nam deel aan de expeditie van Vasco Núñez de Balboa die vanuit de Caraïbische Zee de landengte van Panama doorstak. Contero noemde de oceaan Mar del Sur Pacifico (Stille Zuidzee).
Sinds het tijdperk van de grote ontdekkingen zijn de Grote Oceaan en alle hierin gelegen eilanden nagenoeg voortdurend het voorwerp geweest van vreemde bezetting. Vooral Micronesië heeft een bijzonder complexe koloniale geschiedenis, te beginnen bij Ferdinand Magellaan die in 1521 op de Marianen aan land ging en de Spaanse bezetting van Guam voorbereidde. Daarbij ging de oude beschaving der Chamorros bijna geheel ten onder. Tegen het einde van de 19de eeuw werden de Marshalleilanden en de Carolinen gekoloniseerd en bestuurd door Duitse kopra- en katoenplanters, beschermd door een macht van zes kruisers met als vaste basis Qingdao. Na de Spaans-Amerikaanse Oorlog namen de Verenigde Staten Guam over van de Spanjaarden en installeerden er een steenkoolbevoorradingsstation voor hun marine. Het Verenigd Koninkrijk nam vooral oostelijke eilandengroepen in zoals de Gilberteilanden en het nabijgelegen (maar Polynesische) Tuvalu. Japan maakte van de Eerste Wereldoorlog gebruik om de Duitse bezittingen over te nemen en beheerste tegen 1914 nagenoeg heel Micronesië. De eilanden werden tijdens de Tweede Wereldoorlog één voor één hard bevochten, maar gingen uiteindelijk in Amerikaanse handen over. Het eiland Chuuk werd pas ingenomen tegen september 1945, bijna een maand na de formele overgaveplechtigheid in de Baai van Tokio.

## Water
De temperatuur aan de oppervlakte van het water in de Grote Oceaan varieert van onder 0 °C in de poolgebieden tot ongeveer 29 °C dicht bij de evenaar. Het zoutgehalte varieert ook wat de breedtegraad betreft. Het water dicht bij de evenaar is minder zout dan het water elders, vanwege overvloedige equatoriale neerslag. Bij de polen is het zoutgehalte ook laag, doordat daar weinig verdamping van het zeewater plaatsvindt.
De stroomrichting van het water van de Grote Oceaan loopt over het algemeen met de wijzers van de klok mee op het noordelijk halfrond en tegen de wijzers in op het zuidelijk halfrond.

## Klimaat
Slechts het binnenland van de grote landmassa's Australië, Nieuw-Guinea en Nieuw-Zeeland ontsnapt aan de doordringende klimaatinvloed van de Grote Oceaan. Binnen het oceaangebied bestaan vijf aparte klimaatgebieden:
1. de gematigde westelijke zone,
2. de passaatzone,
3. het moessongebied,
4. het tyfoongebied en
5. de stiltegordel.

De gematigde westelijke zone wordt, zowel in het noorden als het zuiden, gekenmerkt door duidelijke seizoensverschillen wat temperatuur betreft. Dichter bij de evenaar, waar de meeste eilanden liggen, waait een passaatwind die voor een vrij constante temperatuur (21 - 27 °C) gedurende het hele jaar zorgt.
Het moessongebied ligt in de westelijke Stille Oceaan tussen Japan en Australië. Kenmerk van dit klimaatgebied is de wind die in de winter van het continentale binnenland naar de oceaan waait en in de zomer in de tegenovergestelde richting waait. Derhalve komen er duidelijk seizoensgebonden regenperiodes voor. Tyfoons veroorzaken vaak veel schade in de westelijke en zuidwestelijke Stille Oceaan. De meeste tyfoons komen voor binnen de driehoek met de hoekpunten zuidelijk Japan, de centrale Filipijnen en oostelijk Micronesië.
Er liggen twee belangrijke stiltegordels in de oceaan, één aan de westelijke kust van Midden-Amerika en de andere in de equatoriale wateren van de westelijke Stille Oceaan. Beide gebieden staan bekend om hun hoge vochtigheid en kalme winden uit variërende richtingen.

## Geologie
De Grote Oceaan is gevormd uit de superoceaan Panthalassa toen Pangea uiteenviel in Laurazië en Gondwana.
De andesietlijn vormt de belangrijkste regionale grens in de Grote Oceaan. Ze scheidt het diepere stollingsgesteente van het centrale Pacifische bekken van de gedeeltelijk onderwater gelegen continentale gebieden met felsisch stollingsgesteente. Evenwijdig aan de Andesietlijn loopt de Ring van Vuur.
Het grootste deel van de Grote Oceaan bevindt zich boven de Pacifische Plaat, de grootste tektonische plaat op aarde met een oppervlakte van 180 miljoen km2. Haar grootste buren zijn de Noord-Amerikaanse Plaat in the noorden, de Antarctische Plaat in het zuiden en de Australische Plaat in het westen. De Marianentrog ontstaat door subductie van de Pacifische Plaat onder de Filipijnse Plaat.
Als gevolg van de continentverschuivingen wordt de Grote Oceaan langzaam smaller, met enkele centimeters per jaar. Ook schuift de korst van de oceaanbodem op sommige plekken onder die van de continenten, die lichter is.

## Vervuiling
In de Grote Oceaan bevindt zich een zeer groot gebied met een hoge concentratie zeeafval, die ook wel de plasticsoep wordt genoemd. Dit bestaat voornamelijk uit drijvend plastic dat door zeestromingen bij elkaar is gedreven. Er is zowel een plasticsoep in de Noordelijke Grote Oceaan als een plasticsoep in de Zuidelijke Grote Oceaan.
Vanaf 1 juli 1946 vonden in de Grote Oceaan tientallen kernproeven plaats, met als dramatisch hoogtepunt de waterstofbom Castle Bravo die op 1 maart 1954 het atol Bikini zwaar radioactief vervuilde. De laatste Amerikaanse kernproeven in de Grote Oceaan vonden plaats nabij Kiritimati en Johnston in 1962. Het Verenigd Koninkrijk experimenteerde in 1957-1958 met waterstofbommen op Kiritimati. Frankrijk voerde kernproeven uit op de atols Moruroa en Fangataufa tussen 1966 en 1996. In een poging om protesten van milieuorganisaties het zwijgen op te leggen, pleegde de Franse geheime dienst (direction générale de la Sécurité extérieure) in 1985 een dodelijke aanslag op het schip de Rainbow Warrior van de milieuorganisatie Greenpeace.
Een relatief nieuwe bedreiging voor de ecologie van de Grote Oceaan wordt gevormd door de ontginning van metalen uit de resten van zogenaamde "schoorstenen" in de buurt van hydrothermale bronnen. De Canadese firma Nautilus Minerals wil twee van zulke winplaatsen ontginnen: een in de Bismarckzee net ten noorden van Papoea-Nieuw-Guinea, en een ten westen van Tonga.
Een andere opkomende bedreiging is de ontwikkeling van diepzeemijnbouw.
Met name de diepzeemijnbouw op mangaanknollen lijkt drastische gevolgen te hebben voor de oceaan. Het verstoort diepzee-ecosystemen en kan onomkeerbare schade aanrichten aan kwetsbare mariene habitats. De opwerveling van sedimenten en chemische verontreiniging bedreigen diverse zeedieren. Daarnaast kan het mijnbouwproces leiden tot de uitstoot van broeikasgassen en verdere klimaatverandering bevorderen. Het tegengaan van diepzeemijnbouw is daarom van belang om de langetermijn gezondheid van de oceaan te waarborgen. De diepzeemijnbouw verstoort het evenwicht op de bodem. Dit effect zal nog vele decennia zo niet eeuwen op locatie merkbaar zijn.
De grootste afzettingen van de mangaanknollen komen voor in de Stille Oceaan tussen Mexico en Hawaï in de Clarion-Clipperton-Breukzone.